# Rojiște
Rojiște – wieś w Rumunii, w okręgu Dolj, w gminie Rojiște. W 2011 roku liczyła 1178 mieszkańców.